# Kerrier
Kerrier (korn. Keryer) - dawny dystrykt w Anglii, w hrabstwie Kornwalia. Był najbardziej wysuniętym na południe dystryktem Wielkiej Brytanii. Centrum administracyjne dystryktu znajdowało się w Camborne.
Dystrykt utworzono 1 kwietnia 1974, łącząc trzy gminy - Kerrier rural District, Camborne - Redruth i gminę Helston. Liczba ludności dystryktu w 2008 wynosiła 98 000, a gęstość zaludnienia - 207 osób na km².
Od kwietnia roku 2009 Kornwalia uzyskała status unitary authority, co oznacza, że zniknął podział na dystrykty i wszystkie funkcje przejął scentralizowany ośrodek w Truro, a dystrykt został zlikwidowany.

## Miasta dystryktu
- Camborne
- Helston
- Redruth